# Benzocaïne
La benzocaïne est un anesthésique local très ancien, de la famille des amino-esters dérivant de l’acide para-aminobenzoïque et synthétisé pour la première fois en 1902 par la firme pharmacologique Ritsert à Eberbach en Allemagne.
Elle s'utilise aujourd'hui en application topique dans des préparations pour soulager le prurit ou encore les crises hémorroïdaires. Comme tous les amino-esters, elle expose à un risque allergique non négligeable. Elle est également utilisée dans des préservatifs destinés à faire durer l'acte sexuel.

## Synthèse
Comme tout ester, la benzocaïne est synthétisée à partir d'un acide carboxylique, l'acide 4-aminobenzoïque et d'un alcool (ici un alcool primaire), l'éthanol.
Dans les proportions équimolaires, le rendement d'une telle réaction n'excède pas 67 % puisqu'il s'agit d'une estérification.
Donc pour améliorer le rendement, il faut utiliser le chlorure de l'acide 4-aminobenzoïque, que l'on synthétise à partir de l'acide lui-même et du pentachlorure de phosphore, du trichlorure de phosphore, ou du chlorure de thionyle.